# Alpina (bướm đêm)
Alpina là một chi bướm đêm thuộc họ Geometridae.

## Các loài
- Alpina alpinata
- Alpina alpmaritima
- Alpina alticolaria
- Alpina angustipennis
- Alpina argentacea
- Alpina argentea
- Alpina argentipicta
- Alpina baldensis
- Alpina belzebuth
- Alpina bentelii
- Alpina bentelioides
- Alpina bureschi
- Alpina canaliculata
- Alpina carbonata
- Alpina carpathica
- Alpina chalybaeus
- Alpina chaonaria
- Alpina concava
- Alpina confluens
- Alpina coracina
- Alpina costimaculata
- Alpina daisetsuzana
- Alpina degenerata
- Alpina dioszeghyi
- Alpina equestrata
- Alpina ewehrlina
- Alpina faucium
- Alpina frigidata
- Alpina furcata
- Alpina gedrensis
- Alpina gracilis
- Alpina hirtata
- Alpina horridaria
- Alpina interrupta
- Alpina kusdasi
- Alpina lappona
- Alpina magna
- Alpina müller-rutzi
- Alpina nigrifasciata
- Alpina noricana
- Alpina obscurior
- Alpina panticosea
- Alpina perlinii
- Alpina pseudonoricana
- Alpina pygmaea
- Alpina pyrenaea
- Alpina pyrenaica
- Alpina quadrifaria
- Alpina rectilineata
- Alpina redifasciata
- Alpina retyezatensis
- Alpina sajana
- Alpina schwingenschussi
- Alpina solymossyi
- Alpina spitzi
- Alpina stenonaenia
- Alpina sudetica
- Alpina telekii
- Alpina tenuifasciata
- Alpina transiens
- Alpina trepidaria
- Alpina tundrana
- Alpina tundranoides
- Alpina wahlbergi
- Alpina variegata
- Alpina wehrlii
- Alpina werneri
- Alpina zermattensis